# Tre Coppe Parabiago 1910
La Tre Coppe Parabiago 1910, terza edizione della corsa, si svolse il 24 aprile 1910 su un percorso di 290 km. La vittoria fu appannaggio dell'italiano Carlo Galetti, che completò il percorso in 10h04'00", precedendo i francesi Jean-Baptiste Dortignacq e Omer Beaugendre.

## Ordine d'arrivo (Top 10)
| Pos. | Corridore                | Squadra                | Tempo                  |
| ---- | ------------------------ | ---------------------- | ---------------------- |
| 1    | Carlo Galetti            | Atala-Continental      | 10h19'00"              |
| 2    | Jean-Baptiste Dortignacq | Legnano                | ?                      |
| 3    | Omer Beaugendre          | Le Globe-Dunlop        | ?                      |
| 4    | Maurice Brocco           | Legnano                | ?                      |
| 5    | Ernesto Azzini           | Legnano                | ?                      |
| 6    | Luigi Ganna              | Atala-Continental      | ?                      |
| 7    | Emilio Chironi           | OTAV                   | ?                      |
| 8    | Enrico Sala              | Wolsit                 | ?                      |
| 9    | 9 ciclisti a ? ex æquo   | 9 ciclisti a ? ex æquo | 9 ciclisti a ? ex æquo |